# Cabestre
Un cabestre o cabestrell (del llatí capistrum) és una branca de la cabeçada, fet de cuir o materials sintètics, que per mitjà d'un aplec de segments units amb sivelles, forma una estructura entorn del cap d'un animal (generalment equí o haveria), i que és també una corda que abraça el mos del cavall fent-hi un nus al costat de la barballera. Mitjançant el cabestre resta així fermat per a ser conduït en els desplaçaments. La part que constitueix la cabeçada i el dogal normalment formen una sola peça.
Generalment s'ajusta darrere del cap de l'animal amb una de les corretges, per sobre de les orelles, mentre que la resta d'aquestes s'uneixen al mos, deixant regularment un punt en una part de sota la boca, per a lligar-hi una corda (o unes brides) que permeti de controlar els moviments de l'animal. Després de col·locar-lo es fa un nus en el punt de subjecció del dogal a fi que la muserola no resti tibada quan el cavall està lligat per si estira cap enrere.
Antigament, alguns cabestres incloïen una cadena que es podia fixar en el mos quan calia lligar-lo, fent-la lliscar per una anella d'un dels costats quan l'estiraven. D'aquesta manera, s'aconseguia d'obligar l'animal a ser obedient, fer-lo treballar o seguir el mestre.
Tradicionalment es feia servir un cabestre senzill fet de cordill de cànem quan es portava l'animal al mercat per tal de vendre'l.
Una espècie de cabestre o cabeçó doble es coneix en castellà amb el nom de falquía.

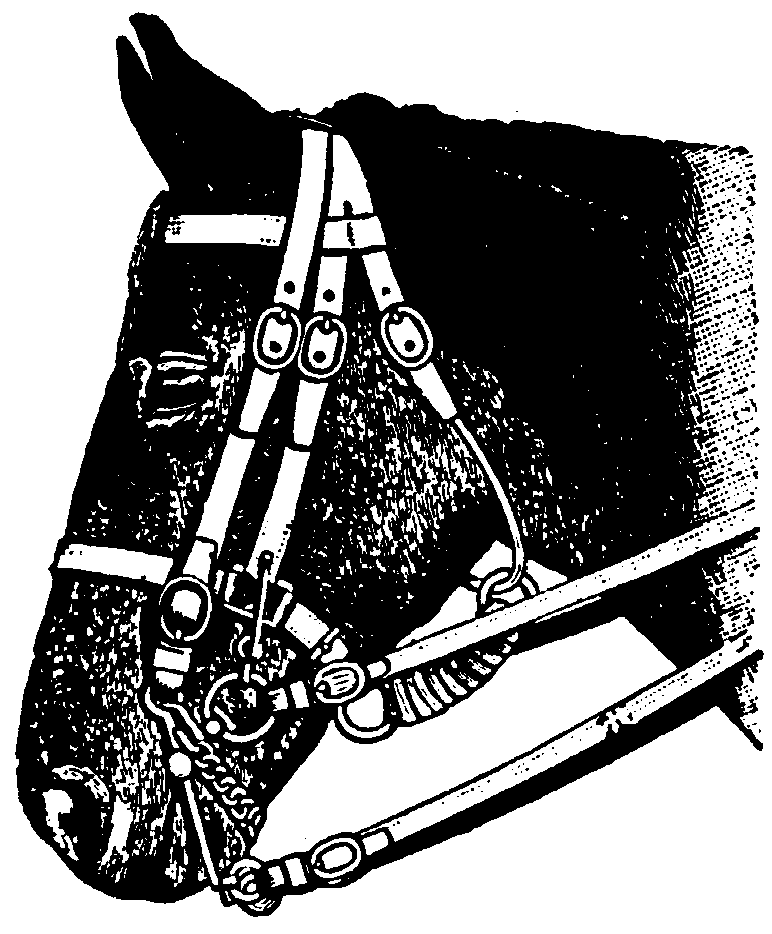
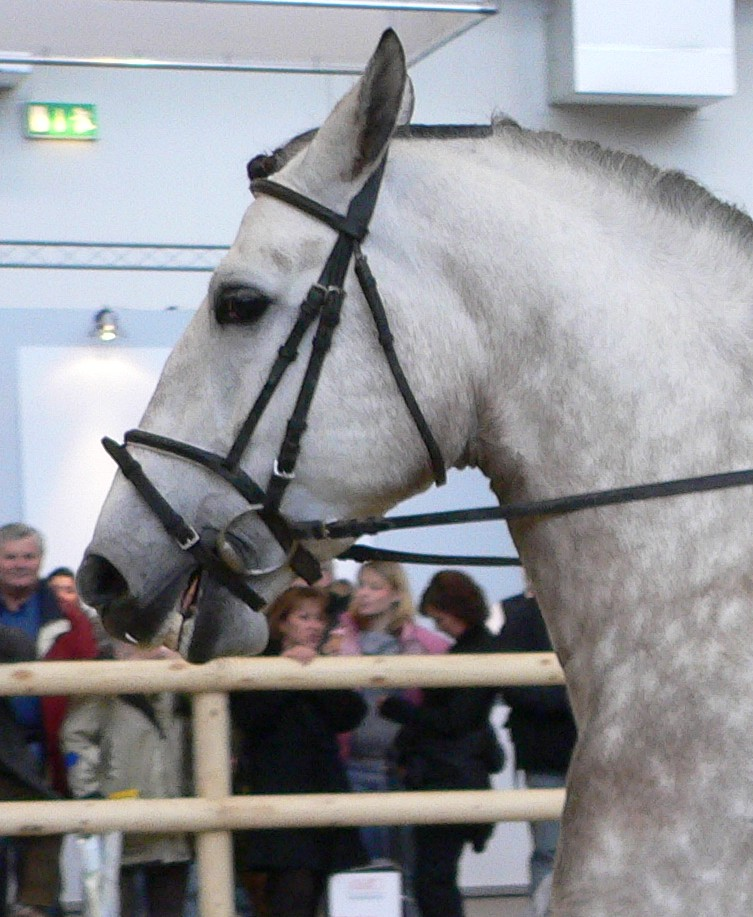
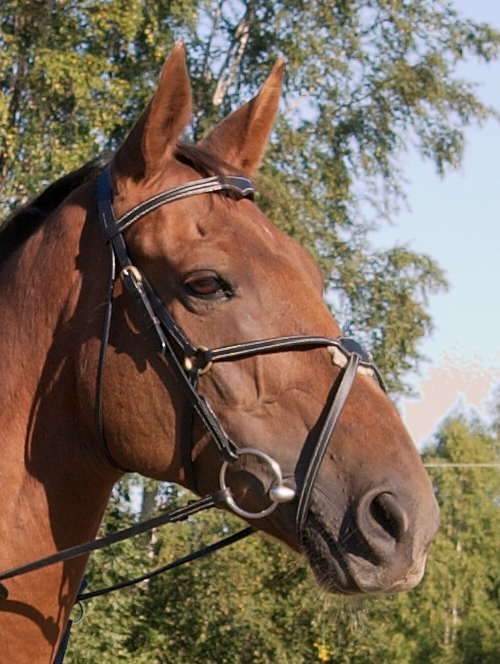